# 程默 (1918年)
程默（1918年—），曾用名程勤生，男，江苏丹徒人，中国电影摄影师、新闻摄影家，曾任中国电影家协会理事。